# 케이프타운 경기장
케이프타운 스타디움(영어: Cape Town Stadium) 혹은 그린 포인트 스타디움(영어: Green Point Stadium)은 남아프리카 공화국의 케이프타운에 있는 축구 경기장이다. 케이프타운의 그린포인트 구역에 위치하고 있다. 2009년 완공됐으며, 수용인원은 69,070명이다. 2010년 FIFA 월드컵의 경기장으로 이용됐다.

## 2010년 FIFA 월드컵 일정
| 날짜       | 시간 (UTC+2) | 팀 #1      | 결과 | 팀 #2                  | 대회     | 관중   |
| ---------- | ------------ | ---------- | ---- | ---------------------- | -------- | ------ |
| 2010-06-12 | 20:30        | 우루과이   | 0-0  | 프랑스                 | A조      | 64,100 |
| 2010-06-14 | 20:30        | 이탈리아   | 1-1  | 파라과이               | F조      | 62,869 |
| 2010-06-19 | 20:30        | 잉글랜드   | 0-0  | 알제리                 | C조      | 64,100 |
| 2010-06-21 | 13:30        | 포르투갈   | 7-0  | 조선민주주의인민공화국 | G조      | 63,644 |
| 2010-06-24 | 20:30        | 카메룬     | 1-2  | 네덜란드               | E조      | 63,093 |
| 2010-06-30 | 20:30        | 스페인     | 1-0  | 포르투갈               | 16강전   | 62,955 |
| 2010-07-03 | 16:00        | 아르헨티나 | 0-4  | 독일                   | 8강전    | 64,100 |
| 2010-07-06 | 20:30        | 우루과이   | 2-3  | 네덜란드               | 준결승전 | 62,479 |